# Az adózás története
Az adózás története közel egyidős magának az emberiségnek a történetével. Amióta emberek nagyobb csoportjai együtt, közösségben élne, és társadalmi szervezeteket alkotnak, az embereknek vannak közös szükségletei is. Ezeknek a szükségleteknek a finanszírozására szolgál az adózás. Az adó lényegében egy adott közösség tagjai által kötelezően fizetendő hozzájárulás a közös célok megvalósításához.
A történelem folyamán az adózás a következő módokon történhetett:
- Terményadó (tized) beszedése,
- Munkával megváltott adó (robot) teljesítése
- Adó pénzben való megfizetése.

## Az ókorban
Az adózási rendszer az ókori Keleten fejlődött ki. Feljegyzések bizonyítják, hogy az i. e. 3. évezredben Egyiptomban már létezett egy „aratási adó”, a Níluson pedig vámot vetettek ki. A mezopotámiai templomgazdaságokban adózni kellett az állattartás és a halászat után.
Az Asszír és a Perzsa Birodalom pénzügyi szükségleteit a legyőzött és meghódított népekre kivetett adókból fedezte.
Az ókori Görögországban általános adófizetés nem létezett. Athén állami bevételeit közvetett adók (például vámok), valamint az athéni polgárok munka- és szolgáltatási ügyletei és a nem athénieket (utóbbiakat lényegesen nagyobb mértékben) terhelő adók biztosították. A volt arkhón, Szolón reformjai (kb. i. e. 570-es évek) gazdasági és politikai kérdéseket is érintettek. Az eupatridák hatalmát csökkentette az adósrabszolgaság eltörlésével, a nagy földbirtokok felosztásával, ami lehetővé tette a sikeres városi kereskedőosztály felemelkedését.
A Római Birodalomban már adóslistán tartották számon az adózó állampolgárokat. A királyság adózási rendszere a göröghöz hasonló volt. Vagyonadót (tributum) csak rendkívüli helyzetekben (többnyire háború idején) vetettek ki. A vagyonbevallások ellenőrzése, az adók kivetése és behajtása a két választott censor feladata volt. A Római Köztársaság nagymértékű terjeszkedése tette lehetővé, hogy i. e. 167-től az Itália területén élő polgárok mentesüljenek a közvetlen adók megfizetése alól.
A provinciákban a közvetlen adókkal kapcsolatos teendők a procuratorok (ma ez az ügyész megnevezése) feladatát képezték. A közvetett adók behajtását, sőt kivetését is a hatósággal erre szerződött magánszemélyek, az úgynevezett adóbérlők végezték, előzetesen lerovandó összeg (adóbér) fejében. E rendszerből szükségszerűen következtek igazságtalanságok, amelyek általános elégedetlenséghez, sőt időnként lázongásokhoz is vezettek. Később Augustus császár az adókivetési jogot a saját provinciáiban az állami hatóságok (a quaestorok) kezébe helyezte vissza, és a senatori provinciákban is korlátozták az adóbérlők visszaéléseit.

## A középkorban
A korai középkorban a királyoknak és fejedelmek többnyire nem rendelkezetek adminisztrációs intézménnyel alattvalóik pontos nyilvántartására. Az állami bevételeket ezért más forrásokból (például jogok áruba bocsátásával vagy regáléjövedelmekből) fedezték.
Az egyház ezzel szemben elegendő hatalommal és megfelelő intézményrendszerrel rendelkezett ahhoz, hogy tized (decima -> dézsma, a tizedik tized) formájában adót szedjen. Hivatkozásul a Biblia szolgált: „Adjátok meg azért mindenkinek, a mivel tartoztok: a kinek az adóval, az adót; a kinek a vámmal, a vámot; a kinek a félelemmel, a félelmet; a kinek a tisztességgel, a tisztességet.” (Pál levele a rómabeliekhez 13,7.)
A jobbágyok terheinek legnagyobb részét azonban az úgynevezett földesúri szolgáltatások alkották, amelyeknek egy része szintén adójellegű juttatás volt, például a kilenced (kilencedik tized).
A kezdetben többnyire természetben lerótt adók jelentős részét később már pénzjáradék formájában kellett megfizetni. Kivételt képeztek a katonaság részére nyújtott olyan kötelező szolgáltatások, mint a szállásadás (portio) és a hadba szállítás (forspont).

### Az adózás Magyarországon a középkorban
Mint minden középkori államháztartásban, nálunk is az állami birtok volt a legfőbb bevételi forrás. Ehhez járultak a nagyobb királyi haszonvételek, mint a harmincadnak nevezett vám és a sójövedelem, a nemesi birtokok területén létező bányák után fizetett illeték, a pénzverésből és később a postából szerzett jövedelem, a városi földadó, a megüresedett egyházi javadalmak, valamint egyéb csekély jelentőségű eseti bevételek.
A tulajdonképpeni országos adónak első nyomával törvénykönyvünkben csak Károly Róbert dekretumában (1342. XIX.) találkozunk, amely az elterjedt pénzrontásból származó veszteségek pótlása érdekében kamara haszna („lucrum camerae” vagy kapuadó) név alatt minden parasztportára, vagyis olyan kapura, amelyen egy szénával vagy gabonával terhelt szekér átmehetett, évenként 18 dénár adót vetett ki. Ez az adó azonban már korábban is létezett, mert ugyanez a törvény azt rendelte, hogy azokon a vidékeken, ahol fa hiánya miatt kapuk nincsenek, a kamarai nyereséget a régi szokás szerint kellett behajtani.
Az adótétel időről időre emelkedett: I. Mátyás uralma alatt 1 forintot, majd később 3, sőt rendkívüli szükséglet idején 9 forintot tett ki. A kamara hasznát a királyok az országgyűlés hozzájárulása nélkül is szedhették, míg a hadviselési költségek fedezésére rendelt segélyösszegek (subsidium) szedése az országgyűlés beleegyezéséhez volt kötve. Kezdetben a lucrum camerae és a szubszidium külön kezelés alatt álltak, 1593-ban viszont a két adónemet egybeolvasztották. Ettől az évtől kezdve a lucrum camerae elnevezése nem fordult elő a törvényekben, az adóra a „contributio”, majd „subsidium” elnevezést használták. Az 1715-ben létrehozott állandó hadsereg szükségleteinek fedezésére a szubszidiumok helyébe az országgyűlés hadiadót ajánlott fel, amely kezdetben, a pénzhiányra való tekintettel, bizonyos mennyiségű lótartási és katonai élelmezési adagokból (porciókból) állt. 1722-ben ezt túlnyomó részben készpénzre változtatták.
A nemesek országos adót nem fizettek, bár az országgyűlés kivételesen, rendkívüli szükséglet idején általuk fizetendő szubszidiumokat is megszavazott. A tulajdonképpeni adómentesség a különböző időszakokban eltérő értelmezéssel bírt. Kezdetben az adómentesség személyhez volt kötve, és minden nemes, akár volt birtoka, akár nem, s akár nemesi birtokán, akár szabad királyi városban lakott, nem tartozott adót fizetni; 1405-től viszont a királyi városokban lakó nemesek már adókötelesek voltak. A személyhez kötött adómentesség később a nemesek által tulajdonolt allodiális javakra ment át; de azok a nemesi birtokok, amelyeket jobbágyok műveltek, s amelyekért birtokosaik úrbéri szolgáltatást követelhettek, adó hatálya alá tartoztak. Az 1647. évi XXVI. törvény az adót minden armalista nemesre kiterjesztette. Ezt az 1723. évi VI. törvénycikk úgy módosította, hogy az armalista nemesek nem csupán házi (vármegyei) adót, hanem hadiadót is kötelesek fizetni. Azokra a nemesekre nézve, akiknek úrbéri birtokuk volt, különböző volt a gyakorlat. A tiszai vármegyék eme birtokok után nem követeltek sem hadi-, sem házi adót; azonban a legtöbb dunai vármegye a nemesektől az úrbéri földek után hadi- és házi adót is szedett. Ennek az egyenlőtlen eljárásnak csak az 1836. XI. törvénycikk vetett véget. Ez az úrbéri földek után a nemeseket mind a hadi-, mind a házipénztár javára adózni kötelezte.
Az országgyűlés által időről időre megállapított adóösszeg a porták alapján a megyékre és szabad királyi városokra került felosztásra. A porta fogalma a különböző időszakokban eltérő jelentéssel bírt. Eredetileg egy jobbágyi házat és telket jelentett; 1609 óta 4 parasztudvart és 12 zsellérházat tekintettek egy portának. Az 1647. XXXVI. törvénycikk új portaösszeírást rendelt el, olyan módon, hogy egy portába azon jobbágyokból, akik 4-6 ökörrel járnak, négy, 2 ökrösökből nyolc jobbágy és marhátlan jobbágyok és zsellérek közül 16 kerüljön. Később a porta képzeletbeli egységgé változott, amely az adókötelesek fizetési képességét fejezte ki. Az egész országra bizonyos portaszámot szabtak meg, majd a megajánlott adóösszeget ugyanennyi részre osztották fel, és ahány portát szabott az országgyűlés valamely vármegyére vagy királyi városra, annyiszor kellett az illető törvényhatóságnak az egy-egy portára eső hányadot befizetni. Az országgyűlés 1715-ben, majd 1825-ben a porták felosztásának átvizsgálását rendelte el. Ez meg is történt, de a hamis bevallások miatt nem lehetett a kivetés alapjául felhasználni, így 1830-ban és 1836-ban a rendek a nádort kérték fel, hogy a portákat a régi alapokon ossza fel a vármegyék, kerületek és királyi városok között. A porták száma 1696-ban 8000-et, 1723-tól 1791-ig (Horvátország nélkül) 5661 és 3/4-et, 1791-től 1849-ig (Horvátországgal együtt) 6346 és 1/8-ot tett ki.
Az egyes községekre eső adó kulcsául a rovások, az úgynevezett dikák szolgáltak. A vármegye maga határozta meg dikáinak számát, valamint azt, hogy mennyi adótárgy alkot egy dikát. A vármegyére kirótt adókötelezettséget annyi részre osztották, amennyi dikája volt a vármegyének, és ahány dikája volt valamely községnek, annyiszor kellett az egy dikára eső összeget megfizetnie. A régi időben történt hasonló összeírások módjára nézve nincs biztos adatunk. 1715 óta rendesen 90 rovat szerepelt, amelyekben fel voltak jegyezve az adókötelesek 18–60 éves korukig, továbbá a marhák, lovak, juhok, sertések, méhkasok száma, a vetésekből várható haszon, fáizási, kocsmai, malomi haszonvételek, és így tovább.

## Az újkorban
A modern adórendszer három nagy elve az általánosság, az egyenlőség és az arányosság.

### Az adózás Magyarországon az újkorban
Magyarországon az állami adók 1848 előtt alárendelt szerepet játszottak.
Az 1848. évi törvényhozás mondotta ki a modern adórendszer három nagy elvét, vagyis az általánosságot, az egyenlőséget és az arányosságot. A reform megvalósítására azonban a szabadságharc bukása következtében már nem került a sor.
Az adót az országgyűlés rendszerint csak egy évre ajánlotta meg, olykor azonban többre is. Az 1790/1. XIX. t.-c. elrendelte, hogy az adó egyik országgyűléstől a másikig ajánlható meg, hosszabb időre nem. Szubszidium, illetve hadiadó címén az országgyűlés a mutatkozó szükség függvényében nagyon különböző összegeket ajánlott meg. 1692-ben 2 millió forintot és 43   160 porciót osztottak fel a törvényhatóságok között; 1698-ban négymillió, 1764-ben 3,9 millió, 1791-ben 4,39 millió, 1802-ben 5 millió forintot tett ki az országos adó. Az 1825/7-ki országgyűlés konvencionális értékben 4 395 244 forint adót és 75 000 forint hadfogadási segélyt ajánlott meg, és ez az összeg egészen 1849-ig megmaradt. 1844-ben a magyar országgyűlés időközben nem fogadta el a közteherviselés bevezetését, pedig már közel járt hozzá. A közteherviselés ügyének országgyűlési bukása után, 1844 decemberében a Tolna vármegyei liberálisok vezére, Bezerédj István önként vállalta az adófizetést, amely példamutató tettnek számított. Hamarosan, 1845 januárjában Kossuth Lajos vezetésével, pedig néhány Pest megyei nemes is hasonló felajánlást tett. Őket követte Zala megye 244 nemesének felajánlása, akik Deák Ferenccel, gróf Batthyány Károllyal és Csány Lászlóval élükön kijelentették, hogy addig is, míg a tárgyban törvény nem születne, birtokarányosan önkéntesen fizetni fogják a háziadót.
1849-ben Magyarország igazgatását közvetlenül a bécsi kormány alá helyezték, így ránk is kiterjesztették az osztrák birodalmi adókat és más állami bevételeket. Az osztrák uralom idejéből származó adórendszer, eltekintve az adóteher igazságosabb megosztására és a bevétel szaporítására irányuló 1875. évi adótörvények által eszközölt lényeges módosításoktól és az 1875-ben, 1879-ben és 1880-ban létrehozott új adónemektől, a század végéig érvényben maradt. 1874 végéig nálunk négyfajta közvetlen adó létezett: a föld-, a ház-, a jövedelmi és a személyes kereseti adó. 1875-ben egyenes adóink jelentékeny átalakuláson mentek keresztül. A személyes kereseti adó az újonnan megalkotott kereseti adóba olvadt; a volt jövedelmi adó, amely az iparjövedelemre, az állandó fizetésekre s a kamatjövedelemre terjedt ki, részint az új kereseti adóba olvadt be, részint három önálló adónemmé (tőkekamat- és járadékadóvá, bányaadóvá és a nyilvános számadásra kötelezett vállalatok és egyletek adójává) alakult át. Az 1875. évi adótörvények új adónemeket is hoztak létre, konkrétan a szállítási, a vadászati és a lőfegyveradót, valamint a cselédtartásra, kocsi- és lótartásra, tekeasztalokra és játékhelyiségekre rótt fényűzési adókat, ez utóbbiakat azonban öt évi fennállásuk után az 1879. XLVIII. törvénycikk hatályon kívül helyezte. A hozadéki törzsadókat bizonyos százalékkal felemelő általános jövedelmi pótadót az 1875. évi XLVII., a nyereményadót az 1879. XLIX., míg a hadmentességi díjat az 1880. XXVII. törvénycikk léptette életbe. Egyenes adóink tényleges eredménye az 1868-ik évtől 1890-ig 61,5 millió forintról 101 millió forintra emelkedett.
Az abszolutizmus idejében az osztrák adóigazgatásban már jól bevált egyenes adókat — a földadót és házadót — nyílt paranccsal Magyarországra is kiterjesztették. A kiegyezés után a törvényhozás első feladata az volt, hogy az államháztartás céljaira szükséges bevételeket adófizetés útján biztosítsa. A császári nyílt paranccsal behozott földadót és házadót az ország törvényei közé iktatta, majd a személyes keresetek és egyéb jövedelmek megadóztatására a személyes kereseti és a jövedelmi adót alkotta meg. Az 1875. évi törvényhozás ezeket az adókat megfelelően átcsoportosította és az adórendszer ebben az átcsoportosításban élt az első nagy adóreformig: az ú. n. Wekerle-féle adótörvények megalkotásáig.
A pénzügytan követelményeinek megfelelő helyes és igazságos törvények megalkotása az 1909. évi törvényhozás érdeme. Ezek a törvények első sorban a jövedelem-források nyers hozadékát adóztatják meg, majd ezeket a hozadókokat még egyszer megvizsgálják, de most már minden adózónál annak valamennyi jövedelemforrása szerint és ha ezek a jövedelemforrások az összes terhek levonása után még mutatnak annyi jövedelmet, hogy a hozadéki adókat kiegészítő jövedelemadót el tudják viselni, az életfenntartást meghaladó jövedelmet még egyszer adó alá vonják. A jövedelmi adó életbeléptetését azonban egyelőre függőben tartották, mert általános volt az aggodalom, hogy az akkor már túlfűtött háborús légkörben ezt a gyökeres változtatást aligha bírja el a gazdasági élet. A világháborúnak kellett eljönnie, hogy a hozadéki adókat kiegészítő jövedelemadó a magyar adórendszerben végleg elfoglalja az őt megillető helyet.

#### Az első világháború után
Az első világháború utáni gazdasági helyzet az adótörvényekben is változást követelt. Az 1922. évi törvényhozás határozta el magát a második nagy adóreform megalkotására, amely nagyjában követi a Wekerle-féle adóreform nyomdokait és a mai adórendszernek is az alapja. Ez a reform is hovatovább kiegészítésre szorult, mert az adó értékmérőjének, a pénznek válsága általános gazdasági rendezést és az adóigazgatásban is bizonyos szervezeti változást kívánt meg. A törvényhozás tehát két ízben is felhatalmazta a kormányt arra, hogy az adótörvényekre vonatkozó jogszabályokat összeállíthassa, a változott viszonyokhoz való alkalmazkodás céljából módosíthassa, a kialakult joggyakorlatot jogszabállyá emelhesse és az eljárás gyorsítása és egyszerűsítése céljából is a szükséges intézkedéseket a hivatalos összeállításokba felvehesse. Ilymódon az egyenes adókra vonatkozó hivatalos összeállítások akkoriban a magyar adórendszernek egyetlen forrását jelentették.

#### 1988-tól a 2020-as évekig
Jelentős adóreform lépett hatályba Magyarországon 1988. január 1-jétől: a személyi jövedelemadó rendszere. Ettől kezdve a magánszemélyek közül a munkavállalók is adóznak, nemcsak munkáltatóik. Az 1988-as átállást az addigi keresetek ú.n. bruttósítása biztosította. 
A reform Kupa Mihály nevéhez fűződik.
Általános elv, hogy minden jövedelem adóköteles; az adóév során megszerzett jövedelmeket össze kell vonni. A bevezetéstől a 2010-es évek kezdetéig progresszív adótáblát alkalmaztak. Az adókötelezettségeket önadózással kell teljesíteni: a magánszemély állapítja meg és vallja be a jövedelmét és adóját, illetve az adót megfizeti.